# (153333) Jeanhugues
(153333) Jeanhugues est un astéroïde de la ceinture principale.

## Description
(153333) Jeanhugues est un astéroïde de la ceinture principale. Il fut découvert en Lozère en région Languedoc-Roussillon le 25 juillet 2001 à l'observatoire des Pises. Il présente une orbite caractérisée par un demi-grand axe de 2,35 UA, une excentricité de 0,2129 et une inclinaison de 2,91° par rapport à l'écliptique.
Il fut nommé en hommage à Jean-Hugues Blanc (né en 1971), membre de la Société astronomique de Montpellier et observateur de planètes mineures à l'observatoire des Pises.

## Compléments